# Salahdine Hmied
Salahdine Hmied (en árabe: صلاح‌الدین حمید‎; Sidi Kacem, Marruecos, 1 de septiembre de 1961) es un exfutbolista de Marruecos que jugaba en la posición de guardameta.

## Carrera

### Club
Jugó toda su carrera con el FAR Rabat de 1983 a 1989, con el que fue campeón de liga en tres ocasiones, ganó tres copas nacionales y la Copa Africana de Clubes Campeones 1985.

### Selección nacional
Jugó para Marruecos en cinco ocasiones de 1984 a 1987, participó en los Juegos Olímpicos de Los Ángeles 1984, la Copa Mundial de Fútbol de 1986 y en la Copa Africana de Naciones 1986.

## Logros
- Botola (3): 1983/84, 1986/87, 1988/89
- Copa del Trono (3): 1983/84, 1984/85, 1985/86
- Copa Africana de Clubes Campeones (1): 1985